# 中国貨運航空
中国貨運航空（ちゅうごく-かうん-こうくう）は中華人民共和国上海市に本拠地を持つ貨物航空会社。中国東方航空の系列子会社であり、中国東方航空と中国遠洋海運集団による共同運営会社である。正式名称は中国貨運航空公司。
上海虹橋国際空港付近に本社があり、上海浦東国際空港をハブ空港にしている。

## 歴史
- 1998年7月30日に、中国東方航空(70%)と中国遠洋海運(30%)の合弁会社として、中国東方航空貨物として設立された。
- 1998年10月に運航を開始した。
- 2004年、中国東方航空から独立した子会社となり、中国貨運航空に名称を変更した。
- 2011年、長城航空、上海国際貨運航空と事業を統合。
- 2013年6月5日、スカイチーム・カーゴへ加盟。

## 保有機材

### 運航機材
2025年8月現在、中国貨運航空の機材は以下の通りである。
| 機材           | 保有数 | 発注数 | 備考 |
| -------------- | ------ | ------ | ---- |
| ボーイング777F | 15     | ‐      |      |
| 計             | 15     | 0      |      |

### 退役済機材
- エアバスA300-600F

（中国東方航空の貨物機）
- ボーイング747-400F
- ボーイング757-200F
- マクドネル・ダグラスMD-11F

### ギャラリー

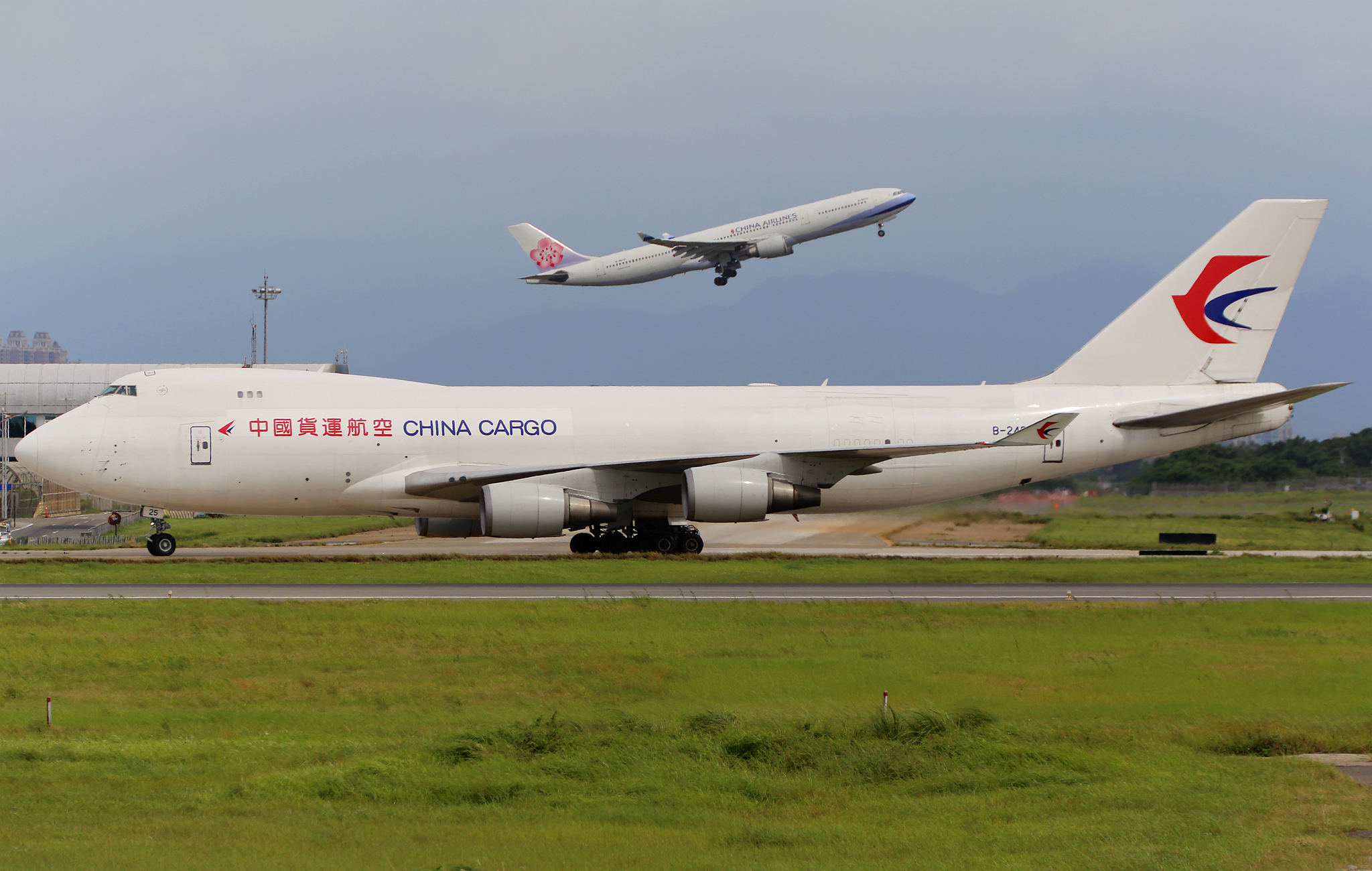
ボーイング747‐400ERF
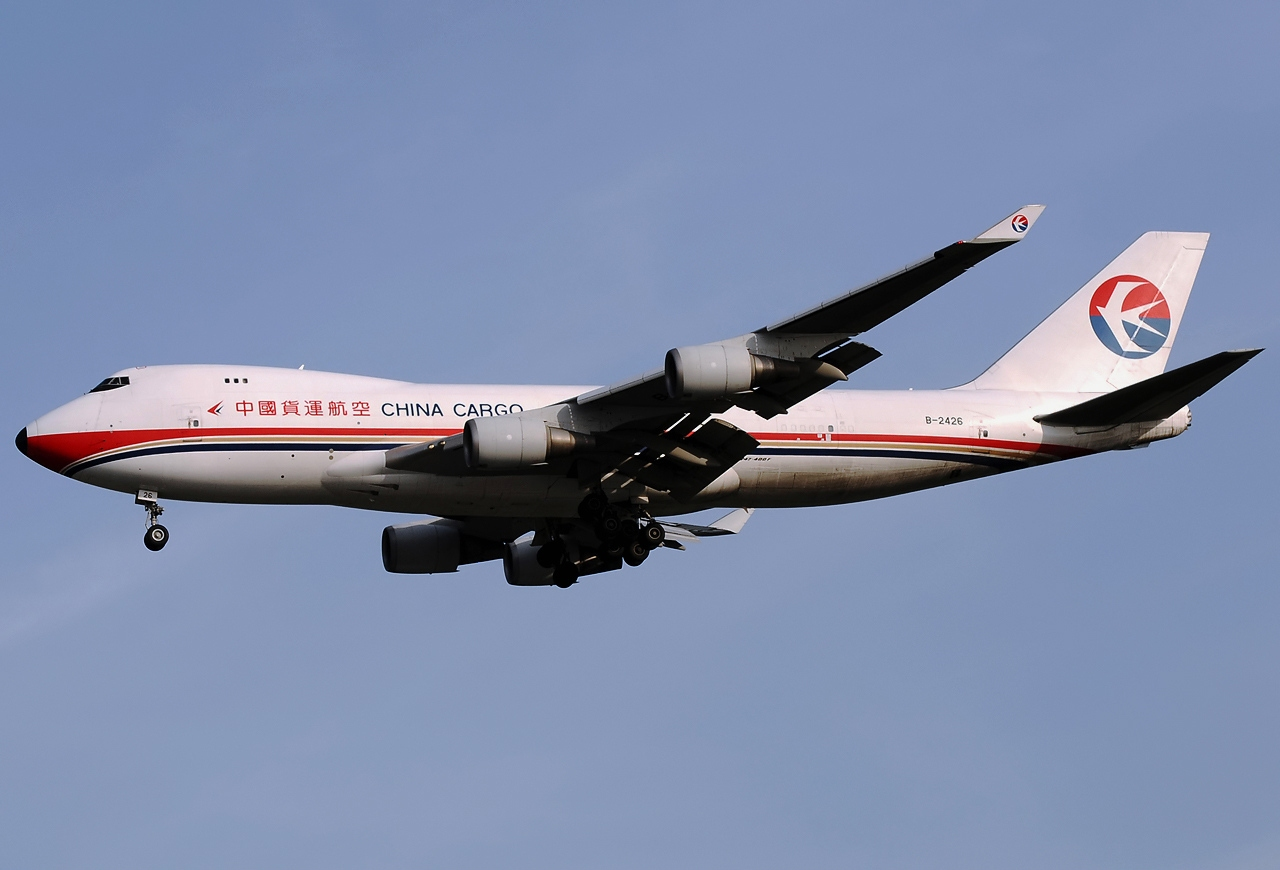
ボーイング747‐400ERF（旧塗装）
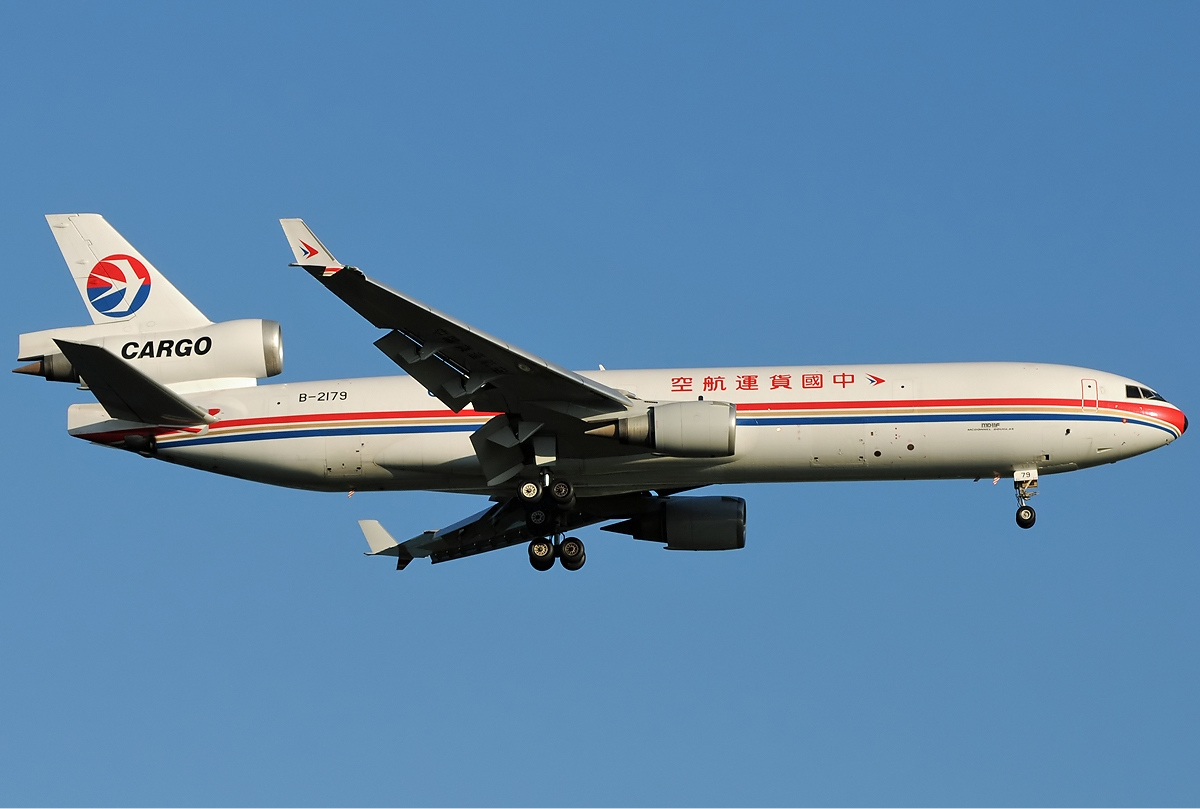
マクドネル・ダグラスMD-11F
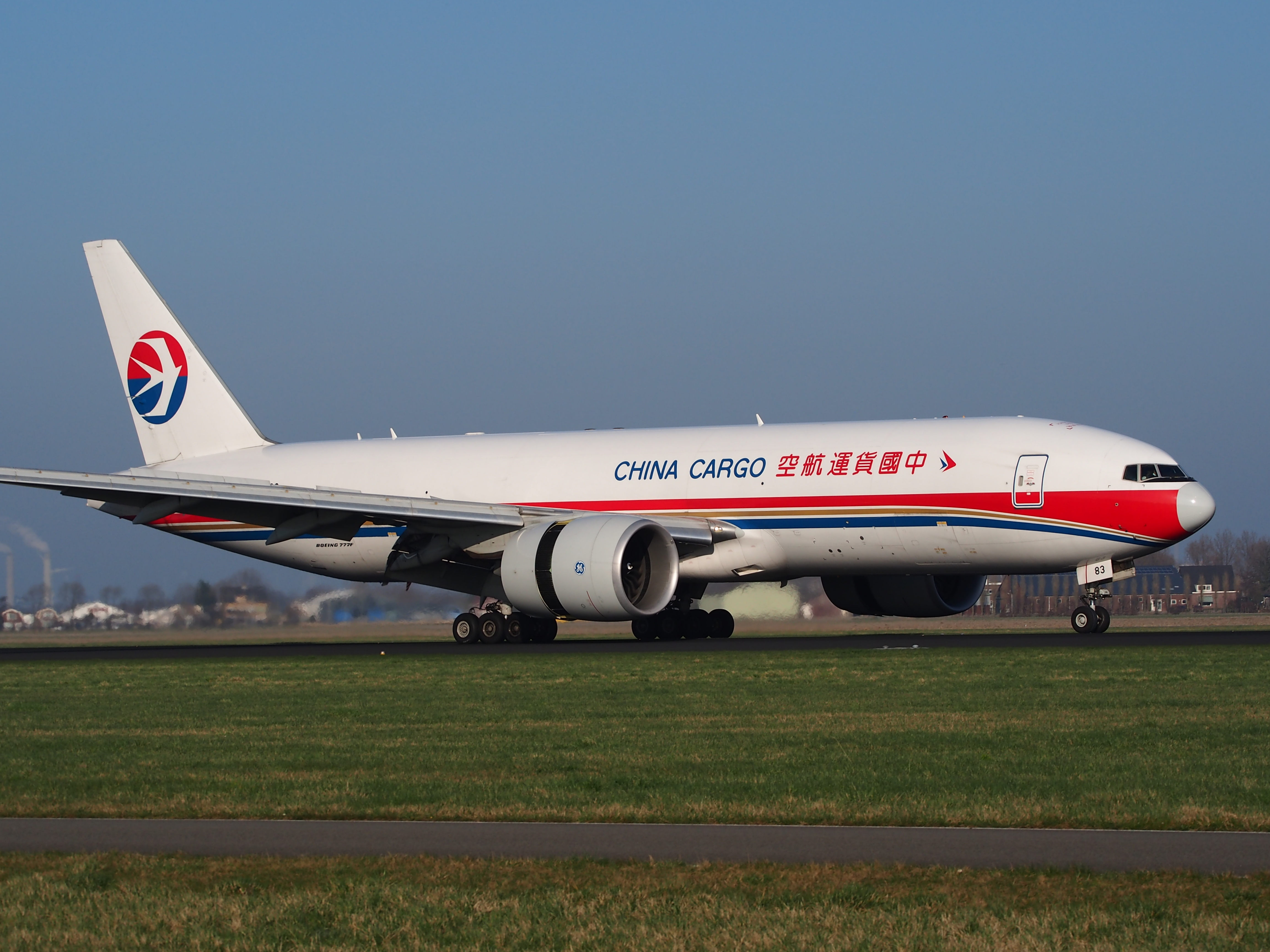
ボーイング777F